# Sculptifrontia
Sculptifrontia là một chi bướm đêm thuộc họ Erebidae.